# Storsand, Akershus
Storsand är en ort i Askers kommun i Akershus fylke i sydöstra Norge. Orten ligger vid fylkesväg 281, vid sidan av Europaväg 134, på den västra sidan av Oslofjorden, mittemot staden Drøbak på andra sidan.